# Wirtschaftswissenschaftliches Gymnasium (Saarbrücken)
Das Wirtschaftswissenschaftliche Gymnasium (WWG) ist ein allgemeinbildendes Gymnasium in Saarbrücken.
Wirtschaftslehre ist dabei ein verbindlicher (fünfstündiger) Erweiterungskurs. Das WWG hat daneben das breite Fächerangebot der gymnasialen Oberstufe.
Das im WWG erworbene Zeugnis der allgemeinen Hochschulreife berechtigt zum Studium aller Fachrichtungen in den Ländern der Bundesrepublik Deutschland.

## Geschichte und Organisation
Das Wirtschaftswissenschaftliche Gymnasium wurde 1952 gegründet und bildet zusammen mit dem Saarland-Kolleg einen Schulverbund.
Beide Einrichtungen haben eine gemeinsame Schulleitung und ein gemeinsames Lehrerkollegium, sie arbeiten (vor allem in der Hauptphase) eng zusammen.
Das WWG umfasst drei Jahrgangsstufen: die einjährige Einführungsphase und die zweijährige Hauptphase.

## Gebäude
Architekt des Schulgebäudes ist Bernhard Focht, der 2000/2001 gemeinsam mit Werner Bauer und Paul Schneider den Sparda-Bank-Preis für die Gestaltung des Wirtschaftswissenschaftlichen Gymnasiums und des Saarland-Kollegs erhielt.

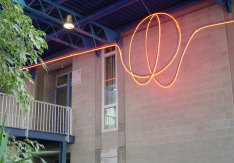
Installation von Werner Bauer